# Americano (cocktail)

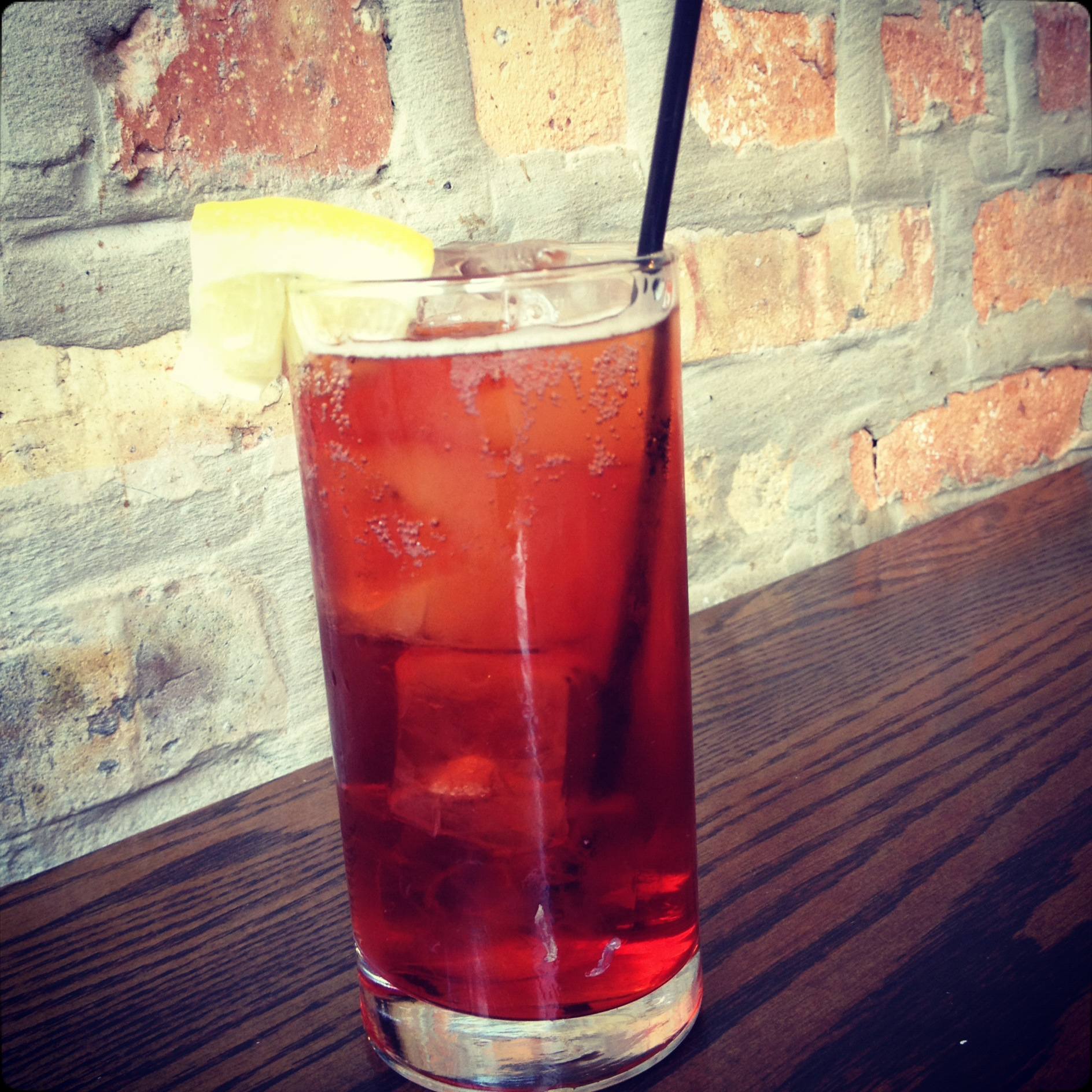
Americano

De Americano is een cocktail uit de Shortdrinkklasse. Het is een van de officiële IBA-cocktails.
Hij wordt gewoonlijk als aperitief gedronken.

## Ontstaan
De cocktail werd voor het eerst geserveerd in de bar van bedenker Gaspare Campari, Café Campari, in de jaren 1860. Hij werd oorspronkelijk de "Milano-Torino" genoemd vanwege de ingrediënten: Campari, de bittere likeur, komt uit Milaan en Cinzano, de vermout, uit Turijn.
Het verhaal doet de ronde dat het de Italianen vroeg in de 20e eeuw opviel dat vooral Amerikanen de cocktail waardeerden. Als eerbetoon noemden zij de cocktail "Americano". Geloofwaardiger is dat de naam een woordspeling is op "amaro", het Italiaans voor "bitter".

## Varianten
In 1967 verving Mr. Rodolphe, de barkeeper in het Hotel Georges V in Parijs, de vermout door Lillet Rouge en garneerde de cocktail met alleen een sinaasappelkrul.

## Wetenswaardigheden
Het is het eerste drankje dat door James Bond besteld wordt in het eerste boek van Ian Flemings serie, Casino Royale. In het korte verhaal "From a View to a Kill" kiest Bond een Americano als gepast drankje voor een simpel café. Hij vraagt altijd om Perrier, want volgens hem is het gebruik van duur bronwater de voordeligste manier om een goedkoop drankje te verbeteren.